# Lhotsko
Lhotsko là một làng thuộc huyện Zlín, vùng Zlínský, Cộng hòa Séc.